# Cinema Speculation
Cinema Speculation es un libro de no ficción de 2022 del cineasta estadounidense Quentin Tarantino, publicado por Harper el 1 de noviembre de 2022.

## Antecedentes
Cinema Speculation es la primera obra de no ficción de Tarantino y combina «crítica cinematográfica, teoría cinematográfica, una hazaña periodística y una maravillosa historia personal». El libro es una colección de ensayos organizados en torno a «películas estadounidenses clave de la década de 1970» que Tarantino vio en su juventud.  Se inspiró en los escritos cinematográficos de la crítica Pauline Kael.

## Publicación
Inicialmente, la publicación del libro estaba prevista para el 25 de octubre de 2022; Cinema Speculation fue publicado por Harper el 1 de noviembre de 2022. Es el segundo libro de un contrato de dos libros que Tarantino firmó con HarperCollins en 2020. Tarantino promocionará el libro con una gira nacional. La portada del libro presenta una fotografía de Steve McQueen con el director Sam Peckinpah en el set del thriller de acción y crimen de 1972 La huida.

## Recepción
Cinema Speculation recibió críticas favorables, con una calificación acumulativa de «Rave» en el sitio web agregador de reseñas Book Marks, basada en once reseñas de libros de críticos literarios convencionales. El libro debutó en el número cinco en la lista de libros más vendidos de no ficción de The New York Times durante la semana que finalizó el 5 de noviembre de 2022. Kirkus Reviews le dio al libro una reseña destacada y escribió: «Ya sea que esté de acuerdo con sus evaluaciones o no, proporciona informes y conocimientos originales que solo un director veterano notaría, y su estilo atractivo hace que sea imposible dejar un ensayo sin aprender algo». El crítico de The Daily Telegraph, Jasper Rees, le dio al libro 3 de 5 estrellas y escribió: «A veces es como hojear números atrasados y amarillentos de Screen International. En otras, sientes que Tarantino habría sido un brillante columnista de chismes de Tinseltown».